# Fredrik Lilljekvist
Fredrik Lilljekvist (1863 – 1932) byl švédský secesní architekt.
Lilljekvist mimo jiné navrhl budovu Královského dramatického divadla ve Stockholmu, Djursholmskou kapli či sanatorium ve městě Sollefteå. Pro uměleckoprůmyslovou výstavu v Djurgården ve Stockholmu v roce 1897 vytvořil kulisové město „Starý Stockholm“. Jeho díla lze také nalézt například na zámku Gripsholm, v kostele ve městě Bengtsfors nebo v kostele farnosti v Resmu na ostrově Öland.